# سنت رجیس فالز (نیویورک)
سنت رجیس فالز (به انگلیسی: St. Regis Falls) یک منطقهٔ مسکونی در ایالات متحده آمریکا است که در ایالت نیویورک واقع شده‌است. سنت رجیس فالز ۳٫۳۵ کیلومتر مربع مساحت و ۴۶۴ نفر جمعیت دارد و ۳۹۳٫۵ متر بالاتر از سطح دریا واقع شده‌است.  در سرشماری سال ۲۰۰۰، جمعیت این شهر ۴۶۴ نفر اعلام شد